# CMC TV
CMC TV는 가족오락 전문채널이다. 주로 지상파 예능 프로그램 외에도 일부 교양 프로그램을 재방송한다. 오직 케이블TV를 통해서만 시청이 가능한 채널이다.